# REVOZ
REVOZ d.d., s polnim imenom družbe: REVOZ podjetje za proizvodnjo in komercializacijo avtomobilov d.d., je hčerinska družba skupine Renault s sedežem v Novem mestu in je največji proizvajalec vozil v Sloveniji, hkrati pa tudi eden največjih slovenskih izvoznikov.  

## Zgodovina
Začetek proizvodnje Renaultovih vozil v Novem mestu sega v leto 1972, ko je bila podpisana kooperacijska pogodba med družbama IMV in Renault, ki je predstavljala temelj proizvodnje vozil znamke Renault. Februarja 1973 so namreč v IMV-ju začeli s serijsko proizvodnjo modela Renault 4,  v omejenih količinah je bilo sestavljeno tudi nekaj vozil Renault 12, Renault 16 in Renault 18. 
Ker se je v osemdesetih letih preteklega stoletja Renault znašel v manjših težavah, so leta 1989 z novo pogodbo ustanovili podjetje REVOZ (akronim: RENAULT VOZILA) ter tega leta začeli s proizvodnjo vozila Renault 5.
V okviru partnerstva z nemškim Daimlerjem, katerega enega od blagovnih znamk je tudi Smart, so med letoma 2014 in 2019 V Revozu-u proizvajali vozila Smart z bencinskim motorjem, do marca 2022 pa je potekala tudi proizvodnja Smarta EQ Forfour.

## Proizvodnja
V Novem mestu so izdelovali in izdelujejo naslednje modele avtomobilov:
- Renault Wind
- Renault Twingo
- Renault Twingo sport
- Renault Clio storia
- Smart forfour
- Renault Clio 4 (do 2019)
- Renault Clio 5 (od 2019)
- Smart EV forfour (do 2022)
- Smart EQ forfour (do 2022)

### Sedanja proizvodnja
- Renault Clio
- Renault Twingo
- Renault Twingo Electric